# 馬達常數
馬達尺寸常數KM、反電動勢常數Kv及轉矩常數KT都是常用來描述馬達特性的數值。.

## 馬達常數
KM是馬達常數或馬達尺寸常數。若用國際單位制表示，其單位為N⋅m/sqrt(W))：	
{\displaystyle K_{\mathrm {M} }={\frac {\tau }{\sqrt {P}}}}
其中
- {\displaystyle \scriptstyle \tau }為馬達轉矩。（SI制單位為N·m）
- {\displaystyle \scriptstyle P}為馬達熱損失。（SI制單位為W）

只要馬達用的導線材料不變，馬達常數和繞線方式無關。像繞馬達時，用2條平行線繞6圈，其速度常數Kv會是單線繞12圈的二倍，但KM不會變化。KM可以用來選擇符合特定應用的馬達大小，而Kv可以用來決定其繞線方式。

## 馬達速度常數、反電動勢常數
Kv是馬達速度常數，其單位為RPM/V（容易和表示千伏特的kV混淆）。無刷馬達的Kv是馬達無載的轉速除以在馬達線圈上的峰端電壓（反電動勢，非RMS電壓）。例如，一個無載時Kv, 5,700 rpm/V的馬達，若供電電壓為11.1 V，其轉速為63,270 rpm（5,700 rpm/V × 11.1 V）。
也會用Ke及Kb等符號表示馬達速度常數，也會表示為反電動勢常數或泛用的馬達常數。和KV相反，Ke在SI制下的單位常表示為{\displaystyle {\frac {V\cdot s}{rad}}}，因此和KV成反比。有時會表示為非SI制單位krpm/V。
也可以將馬達的磁通整合到上述公式中：
{\displaystyle E_{b}=K_{\omega }\phi \omega }
其他{\displaystyle E_{b}}為反電動勢，{\displaystyle K_{\omega }}為常數，{\displaystyle \phi }為磁通 ，而{\displaystyle \omega }為角速度。
依楞次定律，運轉中馬達的反電動勢和其轉速成正比。若馬達的反電動勢達到供電電池的電壓（直流鏈電壓），馬達的速度即為其最大轉速。

## 馬達轉矩常數
KT是單位電樞電流可以產生的力矩，可以由馬達的速度常數Kv計算。
{\displaystyle K_{\mathrm {T} }={\frac {\tau }{I_{A}}}={\frac {60}{2\pi \cdot K_{V}}}}
其中
{\displaystyle I_{A}}為機器的電樞電流，單位A。KT主要可用來計算在某給定轉矩需求下，需要的電樞電流：
{\displaystyle {I_{A}}={\frac {\tau }{K_{\mathrm {T} }}}}

## 外部連結
- DC Motors （页面存档备份，存于）, Electric motor reference center
- (PDF), biosystems.okstate.edu, （原始内容 (PDF)存档于2010-06-04） （页面存档备份，存于）